# Juan Pedro Arremón
Juan Pedro Arremón, der teils auch als José Pedro Arremón geführt wird, (* 8. Februar 1899 in Montevideo; † 15. Juni 1979 ebenda) war ein uruguayischer Fußballspieler.

## Spielerlaufbahn

### Verein
Linksaußen Arremón gehörte von 1921 bis 1935 dem Kader des Club Atlético Peñarol an. Bereits 1921 wurde er mit seinem Verein Uruguayischer Meister in der Primera División. 1924 gewann Arremón mit den Aurinegros während der Phase der Spaltung der Organisationsstruktur des uruguayischen Fußballs die von der Federación Uruguaya de Football (FUF) ausgespielte Parallel-Meisterschaft. Anschließend errang er 1928, 1929, 1932 und 1935 vier weitere Landesmeistertitel. 1928 siegte man zudem bei der Copa Aldao.

### Nationalmannschaft
Am 8. Dezember 1923 debütierte Arremón in der uruguayischen A-Nationalmannschaft. Seinen größten Erfolg mit der Celeste feierte er bei den Olympischen Sommerspielen 1928, bei denen die Landesauswahl die Goldmedaille gewinnen konnte. Auch nahm er mit dieser an der Südamerikameisterschaft 1927 (drei Einsätze / ein Tor) und 1929 (zwei Einsätze, kein Tor) teil. Bei ersterem Turnier belegte Uruguay den zweiten Platz. Sein letztes Länderspiel bestritt Arremón am 11. November 1929. Insgesamt absolvierte er für die Celeste 14 Einsätze, in denen er einmal ins gegnerische Tor traf.

## Trainertätigkeit
1943 wirkte Arremón als Trainer Peñarols.

## Erfolge
- Olympiasieger: 1928
- Vize-Südamerikameister: 1927
- Uruguayischer Meister: 1921, (1924), 1928, 1929, 1932 und 1935
- Copa Aldao: 1928